# Walter Stelling
Walter Wilhelm Stelling (1. januar 1869 – 10. januar 1935) var en dansk fabrikant og amatørastronom.
Walter Stelling var søn af fabrikant Anton Stelling (1836-1912), der havde overtaget malingsvirksomheden A. Stelling i 1862 og opkaldt den efter sig selv. I 1900 blev Walter Stelling og hans yngre bror Erwin optaget som kompagnoner, og i 1912 overtog Walter ledelsen efter faderens død. Under hans ledelse oplevede fabrikken stor vækst: Samme år blev F.E. van der Aa Kühles lakfabrik overtaget og en stort fabrikanlæg i Valby blev påbegyndt. Fabrikken stod færdig 1914.
I 1933 optog Walter Stelling sin søn, Olaf Stelling, som kompagnon, og han førte siden firmaet videre. Olafs søn Christian Stelling var den næste i rækken, og overtog senere forretningen efter sin fars død.
Walter Stelling er også kendt som amatørastronom og som bygherre for den særprægede villa Solheim i Vedbæk. Huset blev opført af Caspar Leuning Borch med observatorium og et norsk lysthus i årene 1903-04. Observatoriet var placeret på toppen af et tårn og er siden nedlagt, uden at villaens ydre af den grund er blevet forandret. Villaen ses ofte som et eksempel på, hvad Leuning Borch havde i tankerne, da han lancerede skønvirkestilen.
I 1906 købte Stelling en kostbar astronomisk kikkert til sit nye hjem. Den var af fabrikat G. & S. Merz og fremstillet ca. 1880 i München. En anden fabrikant, Niels Hede Nielsen (1879-1943), købte kikkerten af Stellings dødsbo og donerede den til Horsens Statsskole. I 2010 blev kikkerten udbudt til salg.
Han blev gift 16. november 1900 med den norskfødte Signe Mørch (16. november 1879 i Fredrikstad – ?). Parret havde 7 børn:
1. Agnes (28. oktober 1901 – ?). Gift 27. december 1922 med Svend Overgaard, f. 1891, forretningsmand i Taastrup, Danmark.
2. Gunner (1903 – 4. november 1905)
3. Olaf (21. april 1908 – 27. marts 1974)
4. Mogens (31. maj 1910 – 06. aug 1989)
5. Ingeborg (23. september 1911 – ?)
6. Johan (22. maj 1914 – ?)
7. Ruth (19. januar 1916 – 21. Marts 2006?)